# A Knight of the Range
A Knight of the Range er en amerikansk stumfilm fra 1916 af Jacques Jaccard.

## Medvirkende
- Harry Carey som Harry.
- Olive Carey som Bess Dawson.
- Hoot Gibson som Bob Graham.
- William Canfield som Dick.
- Bud Osborne.